# شلبی چارجر
شلبی چارجر (Shelby Charger) خودرویی است که در سال‌های ۱۹۸۷تولید این خودرو محبوب ترین خودرو عضلانی سال شده بود شده‌است. طراحی آن خودروهای موتور جلو-محور جلو بوده ‌است. سیستم جعبه‌دندهٔ آن ۵ دنده به صورت دستی است.